# الاغ وارونه
الاغ وارونه (به انگلیسی: Ass Backwards) فیلمی محصول سال ۲۰۱۳ و به کارگردانی کریس نلسون است. در این فیلم بازیگرانی همچون جون دایان ری‌فیل، کیسی ویلسون، آلیسیا سیلورستون، جان کرایر، وینسنت دن آفریو، برایان گراتی، باب ادنکیرک، پل شیر، جان پائول فیلیپ، سندی مارتین، لی دلاریا، پال روست و دبرا مانک ایفای نقش کرده‌اند.